# رپتن (آلاباما)
رپتن (به انگلیسی: Repton) شهری در شهرستان کونه کاه ایالت آلاباما است که مساحت آن ۲٫۵ کیلومتر مربع است و در سرشماری سال ۲۰۱۰ میلادی، ۲۸۲ نفر جمعیت داشته و تراکم جمعیتی آن، ۱۱۲٫۸ نفر در هر کیلومتر مربع بوده است.